# Manuel Olivares
Manuel Olivares Lapeña (né le 2 avril 1909 à Son Servera et mort le 16 février 1976) était un footballeur et entraîneur espagnol.

## Biographie
En tant qu'attaquant, Manuel Olivares Lapeña fut international espagnol à une seule occasion, pour aucun but inscrit. Son unique sélection fut honorée le 14 juin 1930, contre la Tchécoslovaquie, qui se solda par une défaite ibérique (0-2).
Il joua dans de nombreux clubs espagnols, parmi lesquels le Real Madrid CF, le Zaragoza CF, remportant deux fois de suite la Liga (1932 et 1933), une D2 espagnole en 1930 et une coupe d'Espagne en 1934. En 1933, il fut couronné du titre de Pichichi, avec seize buts, ce qui fait de lui le premier joueur madrilène à être pichichi.
Il entraîna plusieurs clubs parmi lesquels le Real Saragosse et le Real Betis Balompié, remportant une D3 et une D4 espagnole.

## Carrière

### En tant que joueur
- 1927-1928 : Avión de San Sebastián
- 1928-1931 : Deportivo Alavés
- 1931-1934 : Madrid FC
- 1934-1935 : Donostia CF
- 1935-1936 : Real Saragosse (joueur-entraîneur)
- 1939-1940 : Hércules de Alicante (joueur-entraîneur)
- 1939-1940 : Real Saragosse
- 1940-1941 : Hércules de Alicante (joueur-entraîneur)
- 1941-1943 : CD Málaga (joueur-entraîneur)
- 1942-1943 : Algésiras CF

### En tant qu'entraîneur
- 1935-1936 : Real Saragosse (joueur-entraîneur)
- 1939-1941 : Hércules de Alicante (joueur-entraîneur)
- 1941-1943 : CD Málaga (joueur-entraîneur)
- 1943-1944 : Balompédica Linense
- 1944-1946 : UD Salamanque
- 1946-1947 : Real Saragosse
- 1947-1948 : Fábrica Nacional de Palencia
- 1949-1950 : Villena CF
- 1950-1952 : Calvo Sotelo
- 1952-1953 : Betis Séville
- 1953-1954 : Orihuela Deportiva

## Palmarès

### En tant que joueur
- Championnat d'Espagne
  - Champion: 1932 et en 1933.
  - Vice-champion: 1934.
- Championnat d'Espagne de D2
  - Champion: 1930.
  - Vice-champion: 1936.
- Coupe d'Espagne
  - Vainqueur: 1934.
  - Finaliste: 1933.

### En tant qu'entraîneur
- Championnat d'Espagne de D2
  - Vice-champion: 1936.
- Championnat d'Espagne de D3
  - Champion: 1945.
- Championnat d'Espagne de D4
  - Champion: 1951.

### Distinction individuelles
- Meilleur buteur du championnat d'Espagne de football en 1933.